# FC Bdin Vidin
FC Bdin Vidin (bulgară ФК Бдин) este un club de fotbal bulgar cu sediul în Vidin, care acum joacă în B PFG. Își susține meciurile de acasă pe Stadionul G. Benkovski, cu o capacitate de 15.000 de locuri.Culorile echipei sunt alb și negru. Clubul oficial a fost fondat în 1923.

## Palmares
- Locul 3 în Campionatul Bulgariei în 1946
- Locul 9 în A PFG în 1949
- 1/4 Cupa Bulgariei 1940, 1941, 1946 și 1949

## Jucători notabili
- Daniel Borimirov
- Rosen Kirilov
- Milen Radukanov
- Aleksei Dionisiev
- Planen Simeonov

## Antrenori notabili
- Nicolae Zamfir